# Ель-Мадераль
Ель-Мадераль (ісп. El Maderal) — муніципалітет в Іспанії, у складі автономної спільноти Кастилія-і-Леон, у провінції Самора. Населення — 233 особи (2010).
Муніципалітет розташований на відстані близько 190 км на північний захід від Мадрида, 26 км на південний схід від Самори.

## Демографія
Динаміка населення (INE ):